# Карл Редерер
Карл Конрад Редерер (12. јул 1868 — Сент Гален, 28. август 1928) је бивши швајцарски репрезентативац у стрељаштву.
Учествовао је на Летњим олимпијским играма у Паризу 1900, где је освојио две златне медаље. Победио је у дисциплинама пиштољ појединачно и пиштољ екипно. У екипи су поред њега били Фридрих Лити, Паул Пробст, Луј Ришард и Конрад Штели.
Пошто се такмичење у стрељаштву на Летњим олимпијским играма у Паризу 1900. рачунало и као Светско првенство у стрељаштву 1900. године, то су освојене медаље признате и као медаље светског првака.
Поред ове две Редерер је освојио још 3 златне и 2 сребрне и 1 бронзану медаљу на светским првенствима од 1900. до 1911. године.